# Turaion
Turaion (llatí Tyriaeum grec Τυραῖον, també Tyriaion) fou una ciutat de Licaònia a la frontera oriental de Frígia. A aquesta ciutat el rei Cir II el Gran de Pèrsia va revisar les seves tropes. En l'actualitat es troba a Kozağacı (Antalya), en la moderna Turquia.